# Oskar Lindquist
Oskar Lindquist (født 2001) er en norsk skuespiller. Han er bedst kendt for sin rolle som Simen i den norske tv-serie Trio.